# WattnExpress
Die WattnExpress ist eine gezeitenunabhängige Schnellfähre, die seit 2023 zwischen der ostfriesischen Insel Spiekeroog und dem Hafen Neuharlingersiel eingesetzt wird. Das Schiff hat eine Kapazität von 50 Fahrgästen und einen Tiefgang von rund 70 Zentimetern. Es soll vor allem in Zeiten fahren, in denen die großen Seebäderschiffe mit Kapazitäten zwischen 300 und 750 Passagieren die Insel wegen Niedrigwasser nicht erreichen können. Nach großen Problemen im täglichen Betrieb konnte das Schiff nicht mehr eingesetzt werden. Es wurde von Mitte März 2024 bis Anfang Juni 2024 in einer dänischen Werft umgebaut.

## Das Schiff
Das Schiff wurde nach einer internationalen Ausschreibung in der Penguin Shipyard in Indonesien gebaut. Die Kiellegung fand am 17. Dezember 2021 statt. Nach der Überführung auf einem Schwergutschiff wurde das Schiff im November 2022 von der Nordseebad Spiekeroog GmbH als Schiffsbetreiberin übernommen. Die Schiffstaufe fand am 17. Dezember 2022 im Hafen Spiekeroog statt. Taufpatin war die Politikerin Siemtje Möller.
Die Aufnahme des Linienbetriebes verzögerte sich auf Ende Januar 2023, da eine zum Anlegen notwendige Schwimmplattform fehlte. 2023 konnte die Fähre den Hafen in Neuharlingersiel nur bei Hochwasser auslaufen, obwohl sie laut den Planungen gezeitenunabhängig sein sollte. Dies lag am Hafenschlick, der bei Niedrigwasser in das Kühlsystem des Schiffs gelangte und Reparaturen verursachte. Dem soll im Herbst 2023 durch die Erneuerung der Pumpen und des Kühlsystems abgeholfen werden. Bei einem Umbau in einer dänischen Werft von Mitte März 2024 bis Anfang Juni 2024 wurde das Schiff im Heck verlängert und die Kühlung umgebaut mit dem Ziel, die Manövrierfähigkeit zu verbessern und die Kühlungskomponenten im Betrieb weniger abzunutzen.

### Technik
Das Schiff ist rund 20 Meter lang, 5,4 Meter breit und hat einen Tiefgang von 70 Zentimetern. Es verfügt über zwei Volvo-Penta-Diesel-Motoren mit je 313 kW und zwei Jetantriebe der Firma Hamilton. Um einen flexibleren Schiffsverkehr zu ermöglichen, war der geringe Tiefgang des Schiffes entscheidend für die Planung der Antriebstechnik. Das Schiff ist auch für die Verwendung von elektrischen Fahrmotoren verwendbar, die jedoch noch nicht eingesetzt werden.
Das Wasserfahrzeug erreicht eine Maximalgeschwindigkeit von 20 Knoten. Im Watt ist aufgrund gesetzlicher Vorgaben die Geschwindigkeit auf 16 Knoten begrenzt. Die Fahrtdauer zur Insel beträgt rund 15–20 Minuten während eine herkömmliche Fähre dafür 45 bis 50 Minuten benötigt.

### Boarding und Liegeplätze

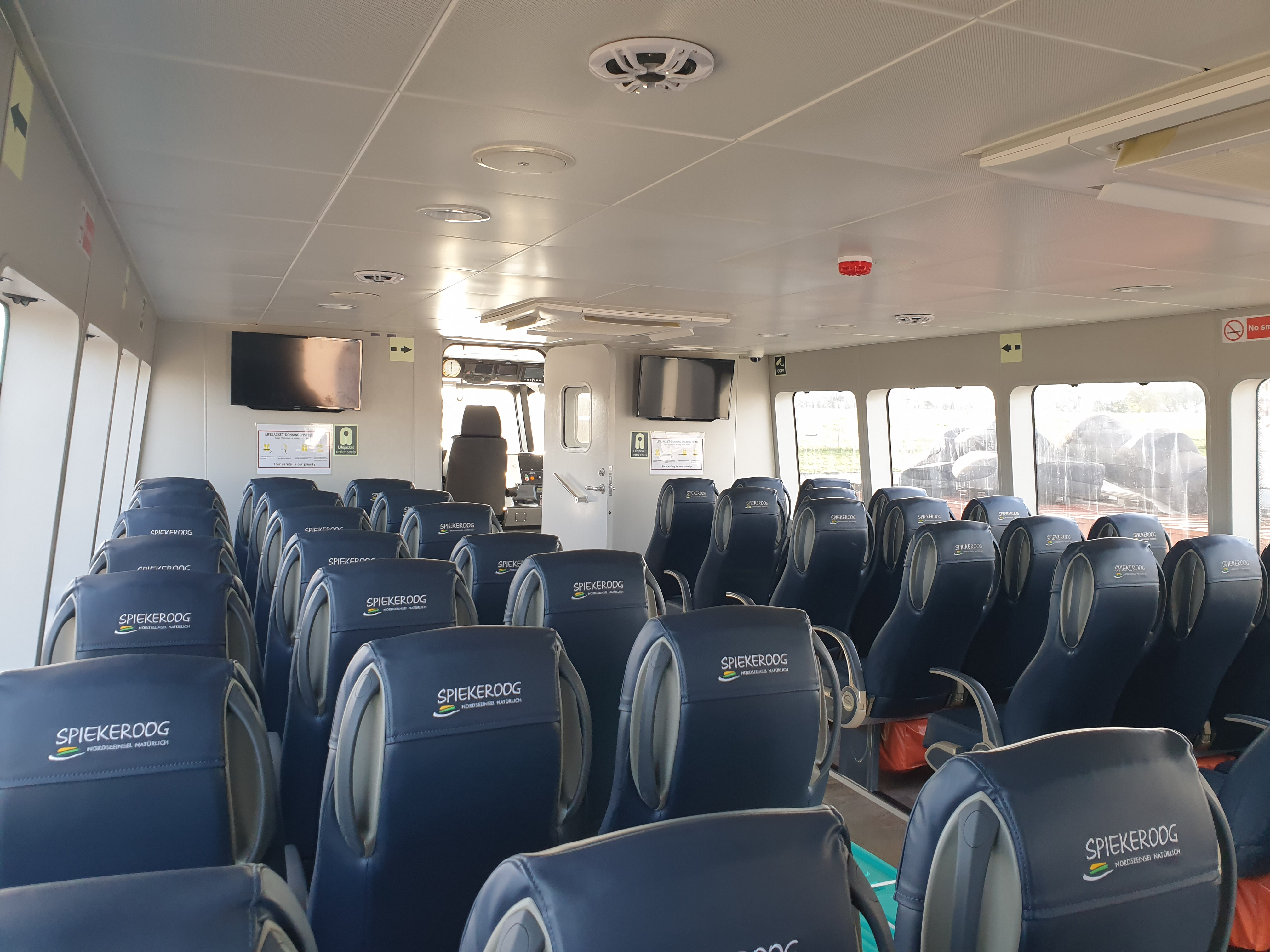
Innenraum mit Sitzreihen

Das Schiff hat eine Zulassung für 50 Passagiere bei zwei Besatzungsmitgliedern. Die Sitzplätze sind in 3er-Reihen in Fahrtrichtung angeordnet. Es gibt eine Toilette an Bord.
Das Schiff verfügt im Heck an beiden Seiten über eine bordseitige Gangway und kann damit flexibel anlegen.
Im Hafen Neuharlingersiel befindet sich der ständige Liegeplatz des Fahrgastschiffes. An einer Pontonanlage von 20 Metern Länge können Fahrgäste zu jedem Wasserstand barrierearm ein- und aussteigen. Im Hafen Spiekeroog werden die Fahrgäste am Rettungssteg der Gemeinde Spiekeroog von Bord gelassen. Hier ist ebenfalls zu jedem Wasserstand ein barrierearmer Zugang möglich.

## Inhaber und Betreiber
Das Schiff gehört der WattnExpress Besitz GmbH und wird von der Nordseebad Spiekeroog GmbH im Liniendienst betrieben. Grund für den Bau einer tideunabhängigen Schnellfähre war das geänderte Nachfrageverhalten von Fahrgästen. Sie wollen flexibler an- und abreisen und seien immer weniger bereit, sich dem Rhythmus der Gezeiten anzupassen.
Auftraggeberin für den Bau des Schiffes war die WattnExpress Besitz GmbH, deren Gesellschafter zu gleichen Anteilen die Nordseebad Spiekeroog GmbH und die EMS Maritime Offshore GmbH sind. Das Investitionsvolumen für den Neubau belief sich auf einen unteren, einstelligen Millionenbetrag. Die WattnExpress Besitz GmbH verchartert die Schnellfähre langfristig an die Nordseebad Spiekeroog GmbH, die den Fährverkehr zwischen der Insel und dem Festland aufrechterhält.